# Episodi di The Adventures of Jim Bowie (prima stagione)
La prima stagione della serie televisiva The Adventures of Jim Bowie è stata trasmessa in anteprima negli Stati Uniti d'America dalla ABC tra il 7 settembre 1956 e il 24 maggio 1957.
| nº | Titolo originale            | Titolo italiano | Prima TV USA      | Prima TV Italia |
| -- | --------------------------- | --------------- | ----------------- | --------------- |
| 1  | The Birth of the Blade      |                 | 7 settembre 1956  |                 |
| 2  | The Squatter                |                 | 14 settembre 1956 |                 |
| 3  | An Adventure with Audubon   |                 | 21 settembre 1956 |                 |
| 4  | Deputy Sheriff              |                 | 28 settembre 1956 |                 |
| 5  | Trapline                    |                 | 5 ottobre 1956    |                 |
| 6  | Broomstick Wedding          |                 | 12 ottobre 1956   |                 |
| 7  | Natchez Trace               |                 | 19 ottobre 1956   |                 |
| 8  | Jim Bowie Comes Home        |                 | 26 ottobre 1956   |                 |
| 9  | The Ghost of Jean Battoo    |                 | 2 novembre 1956   |                 |
| 10 | The Secessionist            |                 | 9 novembre 1956   |                 |
| 11 | Land Jumpers                |                 | 16 novembre 1956  |                 |
| 12 | The Select Females          |                 | 23 novembre 1956  |                 |
| 13 | Jim Bowie and His Slave     |                 | 30 novembre 1956  |                 |
| 14 | Outlaw Kingdom              |                 | 7 dicembre 1956   |                 |
| 15 | The Swordsman               |                 | 14 dicembre 1956  |                 |
| 16 | The Return of the Alcibiade |                 | 21 dicembre 1956  |                 |
| 17 | Monsieur Francois           |                 | 28 dicembre 1956  |                 |
| 18 | A Horse for Old Hickory     |                 | 4 gennaio 1957    |                 |
| 19 | The Beggar of New Orleans   |                 | 11 gennaio 1957   |                 |
| 20 | Osceola                     |                 | 18 gennaio 1957   |                 |
| 21 | Master at Arms              |                 | 25 gennaio 1957   |                 |
| 22 | Convoy Gold                 |                 | 1º febbraio 1957  |                 |
| 23 | Spanish Intrigue            |                 | 8 febbraio 1957   |                 |
| 24 | Bayou Tontine               |                 | 15 febbraio 1957  |                 |
| 25 | German George               |                 | 22 febbraio 1957  |                 |
| 26 | An Eye for an Eye           |                 | 1º marzo 1957     |                 |
| 27 | The Captain's Chimp         |                 | 8 marzo 1957      |                 |
| 28 | Jackson's Assassination     |                 | 15 marzo 1957     |                 |
| 29 | Rezin Bowie, Gambler        |                 | 22 marzo 1957     |                 |
| 30 | Thieves' Market             |                 | 29 marzo 1957     |                 |
| 31 | The Pearl and the Crown     |                 | 5 aprile 1957     |                 |
| 32 | The General's Disgrace      |                 | 12 aprile 1957    |                 |
| 33 | The Lottery                 |                 | 19 aprile 1957    |                 |
| 34 | The Intruder                |                 | 26 aprile 1957    |                 |
| 35 | Country Cousin              |                 | 3 maggio 1957     |                 |
| 36 | The Bound Girl              |                 | 10 maggio 1957    |                 |
| 37 | The Bounty Hunter           |                 | 17 maggio 1957    |                 |
| 38 | Gone to Texas               |                 | 24 maggio 1957    |                 |